# 秋葉原無線電會館

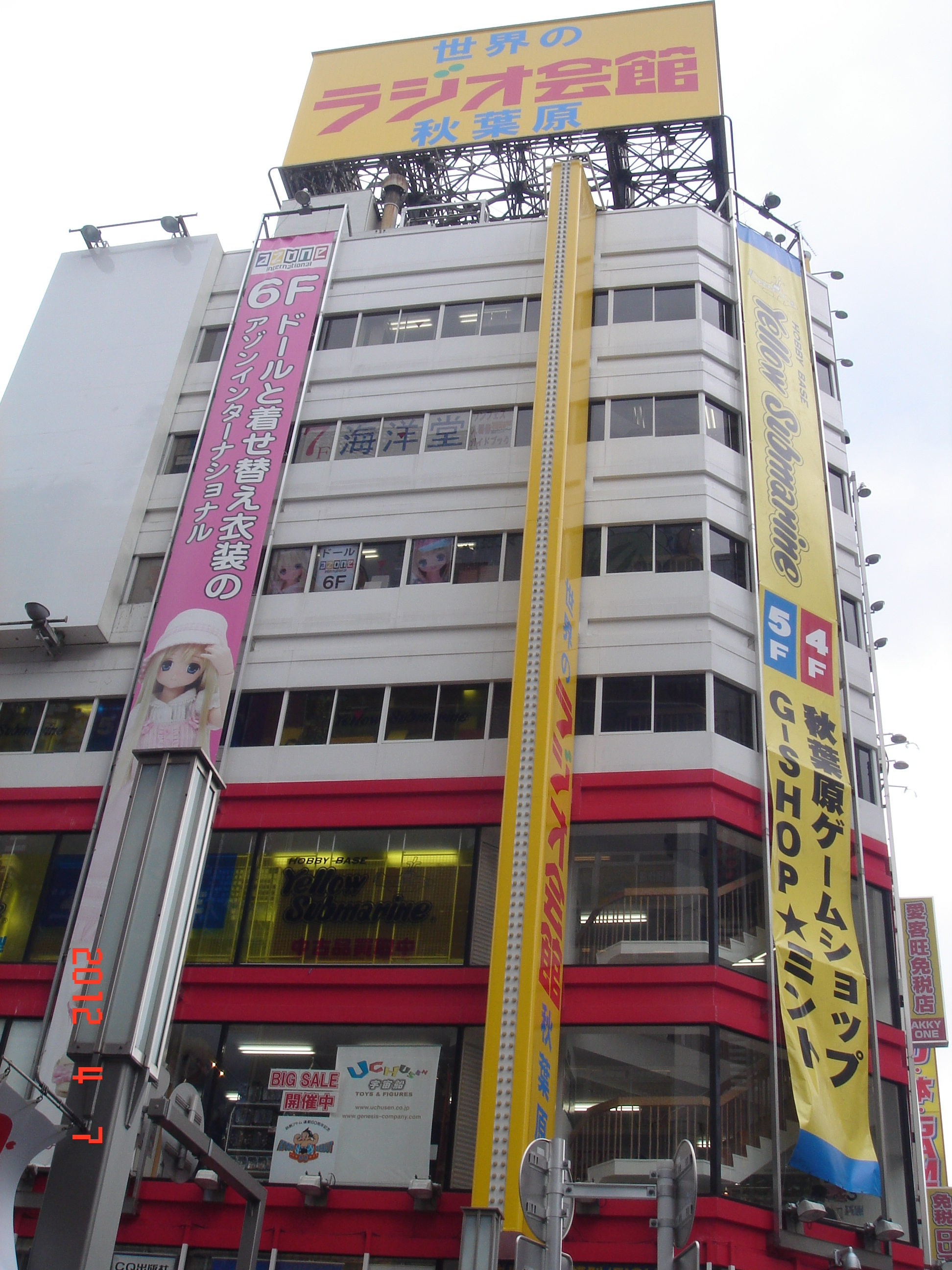
無線電會館原1號館

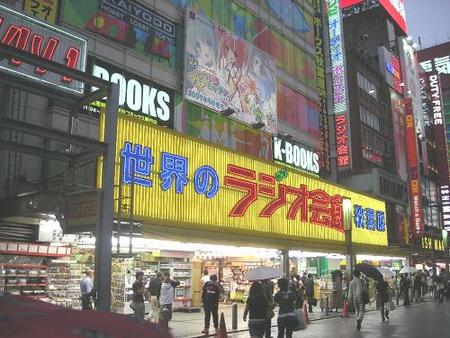
舊秋葉原無線電會館
（攝於2007年6月）

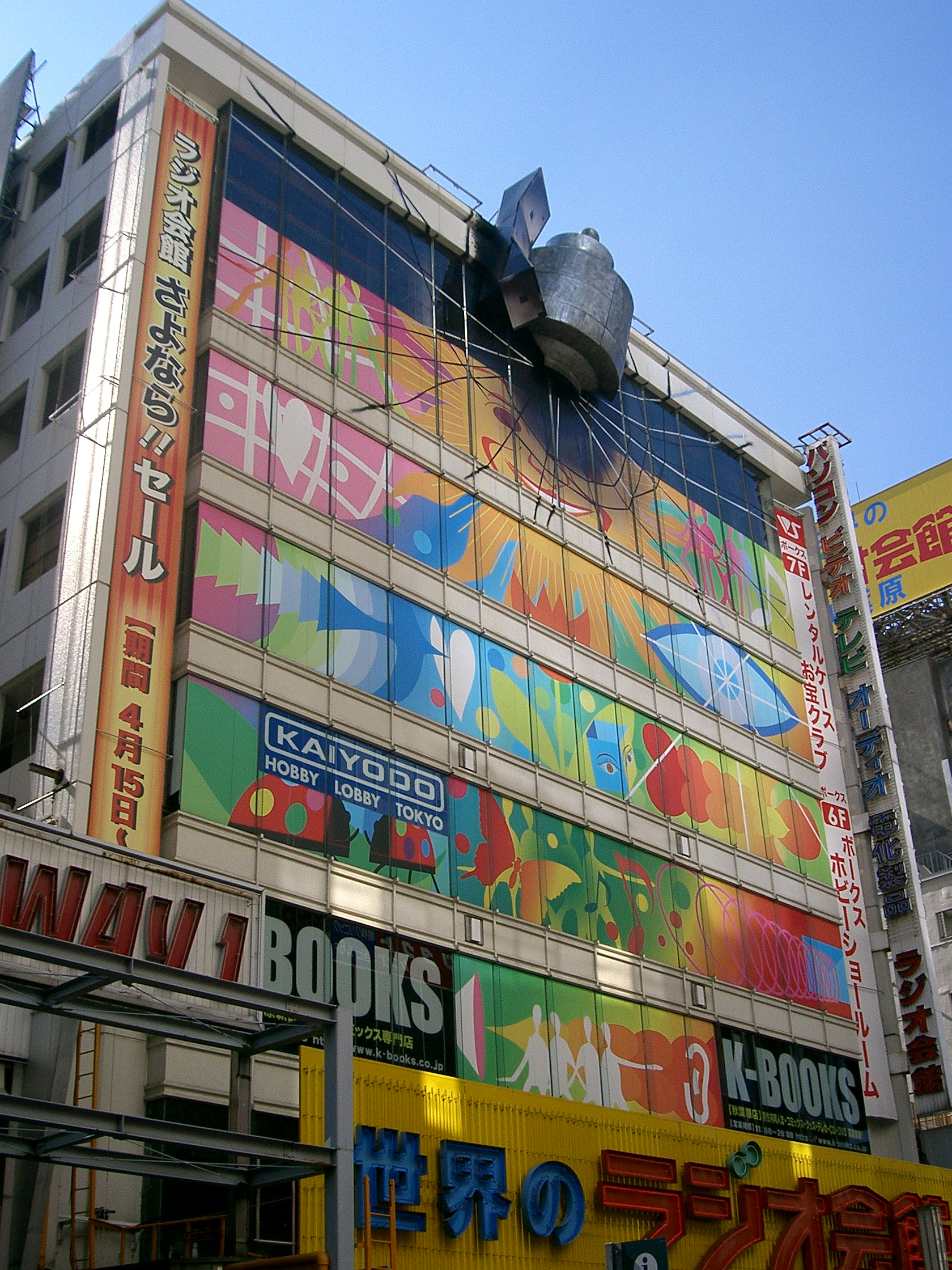
「秋フェス@ラジオ会館」活動中，佈置成命運石之門故事裡時間機器墜毀在舊無線電會館的場景 (Note: 此次活動狀態下的無線電會館的模型作為與電子遊戲《STEINS;GATE》聯動的限定商品發售。後年竣工開業的新無線電大樓也有模型發售。)。

35°41′52.2″N 139°46′19″E / 35.697833°N 139.77194°E
秋葉原無線電會館（日语：／ akihabara rajio kaikan */?），亦譯為秋葉原收音機會館、秋葉原廣播會館，是位於日本東京秋葉原（東京都千代田區外神田一丁目）的商業大樓、及其拆除重建時產生的附屬建築群。通稱「無線電館」（ラジカン）。經營者為同名公司「株式會社秋葉原無線電會館」。
名為秋葉原無線電會館的建築可以指於1962年竣工的舊無線電會館，也可以指在舊無線電會館原址上重建的於2014年竣工的新無線電會館。本條目一併記述這兩座建築。

## 概要

### 舊無線電會館
舊無線電會館是歷史上一座建在從JR東日本秋葉原站電氣街口南側出站後不遠處的大樓，大樓正面裝設有一塊寫著「世界的 無線電會館 秋葉原」（世界の ラジオ会館 秋葉原）的霓虹看板，曾是秋葉原的地標性建築。館內入駐商鋪以經營家電、影音設備、個人電腦、電子遊戲、模型、玩具、書籍、無線收發機為主，八層則是供社會租用的會議廳。
舊無線電會館名稱中的、即「無線電」一詞，在當時的日本並非單指無線電收發器，而是泛指所有的電氣設備。與秋葉原其他名稱中帶「無線電」的建築一樣，舊無線電會館是為了給予當時因受到駐日盟軍總司令部流动商贩禁令影響而沒有去處的、經營電器的流动商贩們營業之處而建。因此館內曾以經營電子設備和電子元件的商鋪居多，隨著技術的進步，這些商鋪經營的商品也變為家電、影音設備、個人電腦等。其中以個人電腦商鋪最為傑出，館內曾一度集中進駐了NEC、富士通、日立、東芝、三菱等知名電子製造商的展示間。2001年9月，NEC還曾在其位於會館7層的商鋪Bit-INN LOUNGE（前Bit-INN東京）原址掛上了印有、即「個人電腦發祥之地」等字樣的紀念牌，以紀念個人電腦的前身、電腦模組TK-80。
會館創立者七條兼三是日本將棋聯盟和日本棋院的大力支持者，因此會館8層的會長室還設有和室和庭院，可以作為與職業棋手們的對局會場。
此後，隨著時代變遷以及消費型態改變，個人電腦及影音設備的市場衰退，會館內許多個人電腦商鋪也陸續關閉，并逐漸由經營集換式卡牌、模型及漫畫等ACG相關業務的商鋪取而代之。隨著動畫、漫畫、電子遊戲及輕小說的興盛，更使館內商鋪以經營ACG相關商品為大宗。
作為秋葉原地標性建築之一、為人們所熟知的舊無線電會館，在其建成后經過了五十餘年，樓體老化問題日趨嚴重，而受到東京都內對其耐震性能普遍的擔憂。2010年9月開始便有傳媒報導舊無線電會館將會於2011年夏季閉館并拆除。2011年4月，會館正式發佈了將於同年7月末閉館、於8月開始拆除工事並重建為地上10層、地下2層的新大樓的計劃，預計於2014年春季完工啟用。
舊無線電會館自2011年4月開始遷出或關閉館內商鋪。同年8月4日，最後一家商鋪丸山無線關閉。8月12日，會館舉行活動「大納涼祭」，平常管制進出的8層及頂層開放給一般民眾參觀。

### 重建期間
在無線電會館重建期間，館內的商鋪遷至附近的1號館、2號館、3號館繼續營業。1號館在2011年6月10日於前石丸電氣個人電腦館營業；2號館於前石丸電氣soft Jazz & Classic大樓營業；3號館預計於將在電氣街口北側建成的臨時大樓營業，並於同年7月16日以Volks的「Hobby天国」名義開業。
但也有一些店鋪因為遷移後規模會比遷移前更加狹小，而選擇遷往別的大樓繼續營業。

### 新無線電會館
2014年新無線電會館竣工，並於同年7月20日啟用。在遷移舊會館商鋪時預計將會有多數商鋪回遷，但實際回遷商鋪僅有半數。低樓層將以招攬新租戶為主，且一層全部由新租戶入駐，地下一層則入駐了舊會館不曾有過的飲食店。
而相對於被稱為「本館」的無線電會館而被稱為「別館」的無線會館1~3號館的部分商鋪選擇繼續留在別館內而尚未遷出，但在新會館啟用之後也被依次遷出。其後原3號館的Hobby天國租下整座1號館并整體遷入其中。原2號館在空置了一段時間后，於2016年由Animate AKIBA Girls' Station入駐。而原3號館是臨時建築，被拆除改建為停車場。

### 作為法人
擁有作為出版部門的西東書房，以及在江東區白河運營著書店。
另有一家以、（「無線電會館」、「無線電館」）為名經營著網絡購物、免費報紙、活動企劃等業務的公司（株式會社無線電會館），是於2011年創立的與株式會社秋葉原無線電會館無關聯的法人。

## 沿革
- 1950年 - 秋葉原無線電會館開業[註 2][註 3]。
- 1953年
  - 建在毗鄰會館處的秋葉原無線電會館別館開業[註 4][註 5]。
  - 12月 - 株式會社秋葉原無線電會館成立。
- 1962年11月 - 在既存的秋葉原無線電會館南側興建的8層建筑秋葉原無線電會館電化大樓開業[15]。此大樓也是秋葉原電氣街第一座高層建築[16][註 6]。
- 1972年5月 - 北側的無線電會館和別館拆除，在原址上興建了同樣為8層建築的秋葉原無線電會館新館大樓[17]。與南側的電化大樓合體，稱為秋葉原無線電會館本館[15][16]。
- 1976年
  - 若松通商開業[18]。
  - 9月 - NEC在此開設日本首個微型計算機銷售處Bit-INN東京[19]。
- 1998年 - K-BOOKS（日语：K-BOOKS）、海洋堂、Volks（日语：ボークス）開業[20]。
- 2000年12月 - 漫畫、集換式卡牌遊戲專營店佔據館內近一半的商鋪區域[20]。
- 2001年
  - 8月31日 - Bit-INN LOUNGE（前Bit-INN東京）結業[1]。
  - 11月 - 在會館大樓正面裝設了一塊寫著（世界的 無線電會館 秋葉原）的霓虹看板[21]。
- 2006年8月18日 - 佐藤無線（日语：サトームセン）無線電館1F1號店結業。同社的其他商鋪也隨之撤出無線電會館[22]。
- 2011年
  - 3月 - 因受311大地震影響暫時休業（3月11日 - 18日）。
  - 4月15日 - 舉行商鋪清倉促銷活動（無線電會館告別促銷）。活動后館內商鋪開始依次遷出。
  - 6月10日 - 無線電會館1號館開業。
  - 7月9日 - TOMOCA PROSHOP遷至無線電會館2號館開業。
  - 7月16日 - 無線電會館3號館（Hobby天國）開業。
  - 8月4日 - 舊無線電會館最後一家商鋪丸山無線結業，舊會館關閉[23]。
  - 8月12日 - 舉行活動「大納涼祭」（8月12日 - 14日）[註 7]。活動結束后展開舊會館館內解體作業。
  - 10月28日 - 舉行活動（秋葉原Festival@無線電會館）（10月28日 - 30日）[註 8]。
- 2012年
  - 3月7日 - 舊會館正面的霓虹看板被拆除。
  - 6月4日 - 由株式會社秋葉原無線電會館策劃的網絡電台開播[24]。同時也在無線電會館1號館外墻設置的大熒幕上播出。（2014年3月放送完畢）
- 2014年
  - 7月20日 - 新無線電會館大樓開業[25]。
  - 8月28日 - 秋葉原2號店結業遷出，無線電會館2號館撤出全部商鋪。
  - 9月30日 - Volks秋葉原Hobby天國結業遷出，無線電會館3號館撤出全部商鋪。

## 新會館入駐商鋪
以下為2018年8月28日時點的入駐商鋪一覽
- 地下1層
  - 銀座LION
- 1層
  - OWNDAYS Nine（日语：オンデーズ）
  - C-labo
  - GIFT SHOP The AkiBa
  - FamilyMart（開業時為Circle K Sunkus（日语：サークルKサンクス））
  - TORECA PARK（日语：テイツー） 
  - HOBBY STATION（日语：ホビーステーション） 
  - ANIPLEX+
- 2層
  - ASTOP（遷自無線電會館1號館）
  - TOMOCA Proshop（遷自無線電會館2號館）
  - HAVIKORO玩具（遷自無線電會館1號館）
  - HOBBY STATION（日语：ホビーステーション）（遷自無線電會館1號館）
  - とら(の)あな2nd PREMIUM
- 3層
  - K-BOOKS（日语：K-BOOKS） （遷自AKIBA CULTURES ZONE（日语：AKIBAカルチャーズZONE））
- 4層
  - amiami（日语：大網 (企業)）
- 5層
  - AKIHABARA X
  - IN・PuLse（遷自無線電會館1號館）
  - 宇宙船（遷自無線電會館1號館）
  - 海洋堂 HOBBY LOBBY TOKYO（遷自無線電會館1號館）
  - 清進商會（遷自無線電會館1號館）
  - TRIO
  - ROBOTROBOT
  - 若松通商（遷自無線電會館1號館）
- 6層
  - Yellow Submarine（日语：ホビーベースイエローサブマリン） （遷自無線電會館1號館）
- 7層
  - Azone Labelshop AKIHABARA（日语：アゾンインターナショナル）（遷自無線電會館1號館）
  - JUNGLE
  - TORECA PARK 
  - FEWTURE SHOP AKIBA
- 8層
  - Volks（日语：ボークス） Doll Point（遷自無線電會館3號館（Hobby天國））
  - Volks HOBBY SQUARE
- 9層
  - BIG MAGIC
  - Phantom
  - bilibili AKIBA（日语：ビリビリAKIBA）
- 10層
  - 活動會場
  - TOMOCA電氣株式會社 本社、倉庫

## 別館入駐商鋪
以下為2016年7月16日時點的入駐商鋪一覽

### 1號館
- Volks Hobby天國

### 2號館
- Animate AKIBA Girls' Station

## 舊會館入駐商鋪
以下為2011年4月20日時點的入駐商鋪一覽
- 1層
  - ASTOP
  - TOMOCA電氣
  - Cardkingdom RIGHT・LEFT
  - MAXGARAGE
  - AKKY One（日语：アッキーインターナショナル）（佐伯無線）
  - 丸山無線
  - 山本無線
- 2層
  - ArcLight
  - HAVIKORO TOY
  - Yellow Submarine
  - 永保堂
  - MAXGARAGE
  - TOMOCA電氣
- 3層
  - K-BOOKS 秋葉原本館、新館
- 4層
  - AZONE INTERNATIONAL（日语：アゾンインターナショナル）（已遷往位於湯島的臨時商鋪）
  - 宇宙船
  - Yellow Submarine
  - 海洋堂
  - in·Pulse
  - 若松通商
- 5層
  - 株式會社K-BOOKS（倉庫）
  - 株式會社（事務所）
  - 佐伯無線株式會社（事務所）
  - 丸山無線株式會社（事務所）
  - 清進商會
- 6層
  - TOMOCA電氣株式會社（事務所）
  - Volks
- 7層
  - 株式會社I.T.S（倉庫、事務所）
  - in·Pulse
  - Yellow Submarine
  - Volks
- 8層 ※通常管制進出
  - 可租用會場
  - 株式會社秋葉原無線電會館·有限會社（日语：有限会社）七條興產（事務所）
  - 秋葉原無線電會館共榮會（事務所）
- 地下一層為停車場（簽訂車位汽車專用）。
- 屋頂為閉鎖狀態。

## 外部連結
- （日語）秋葉原無線電會館 （页面存档备份，存于）